# Eskil Isaksson (Banér)
Eskil Isaksson (Banér) var ett svenskt riksråd, riddare, häradshövding och herre till Venngarn, född omkring 1415 och nämnd mellan 1438 och 1481. Han var häradshövding i Olands härad och hövitsman på flera slott. Eskil Isaksson var son till Isak Isaksson (Banér), (död efter 1425). Han gifte sig första gången 5 juli 1441 med Cecilia Haraldsdotter (Gren) och andra gången med Brita Arentsdotter (Ulf). Herr Eskil levde ännu 26 maj 1481, men var död då arvet efter honom skiftades 27 augusti 1488.
Eskil Isaksson omtalas första gången 1438 i samband med Tälje möte, där han svor trohet mot Karl Knutsson (Bonde), och tillhörde den grupp inom provinsadeln som kom att vinna fördelar under dennes styre. Genom sitt giftermål med Cecilia Haraldsdotter (Gren) kom han i besittning av betydande jordagods i Östergötland, och kom att knytas till den mäktiga Grensläkten. Hans hustru var brorsdotter till Magnus Gren som stod i gunst hos Kristofer av Bayern och detta gjorde även Eskil Isaksson delaktig i ynnesten. Senast 1445 blev han riksråd, och hövitsman på Stegeholm. Efter Karl Knutssons tronbestigning deltog Eskil Isaksson med Magnus Gren i expeditionen till Gotland 1448-49 och undertecknade 31 juli 1449 kapitulationen då ön överlämnades till Kristian I.
Trogen Magnus Gren, undertecknade han 1457 resningen mot Karl Knutsson och hyllade Kristian I, och följde Erik Axelsson (Tott) till Finland för att där på kung Kristians vägnar motta landsändans hyllning. Han utsågs till hövitsman på Raseborgs slott, en position han innehade fram till 1463. Under denna tid började han svänga politiskt, och fjärmade sig från Magnus Gren och Oxenstiernorna och närmade sig istället Axelsönerna. I striden mellan Bengt Jönsson och Erik Axelsson 1467 ställde han sig på den senares sida, och då Karl Knutsson 1470 avled och Kristian I försökte återvinna kungamakten i Sverige med stöd av Magnus Grens son Ivar Gren, försökte de förgäves vinna Eskil Isakssons stöd. Vid unionsmötena 1473, 1474 och 1476 var han svensk delegerad, men levde under sina sista år mestadels tillbakadragen på Venngarn, som han 1452 ärvt av en avlägsen släkting.
Eskil Isaksson var aldrig lagman men som sin far häradshövding i Olands härad 1441 och 1466, samt 1470 häradshövding i Östkinds härad.
Barn med Cecilia:
1. Sigrid Eskilsdotter
2. Knut Eskilsson

Barn med Brita
1. Nils Eskilsson